# Arvéd
Arvéd je psychologické a mysteriózní drama režiséra Vojtěcha Maška, který spolu s Janem Poláčkem napsal k filmu scénář. Film je inspirován skutečným životním příběhem Jiřího Arvéda Smíchovského a vychází z Poláčkovy knihy Malostranský ďábel. Titulní roli ztvárnil Michal Kern; jeho protivníka, vyšetřovatele Státní bezpečnosti Štěpána Plačka, si zahrál Saša Rašilov.
Film, inspirovaný faustovským tématem, vypráví o tom, kam až je člověk schopen zajít, aby dosáhl svého cíle. Tvůrci filmu chtějí s postavou Smíchovského konfrontovat dva totalitní režimy (nacismus a komunistický režim), do nichž byl zapojený, protože s oběma režimy spolupracoval. Vznik filmu podpořily Státní fond kinematografie a slovenský Audiovizuálný fond.
Světová premiéra proběhla dne 3. srpna 2022 na Letní filmové škole v Uherském Hradišti; v české kinodistribuci měl film premiéru 25. srpna 2022.
Film vyšel také jako kniha.

## Obsazení
| Michal Kern         | Jiří Arvéd Smíchovský   |
| Saša Rašilov        | Štěpán Plaček           |
| Jaroslav Plesl      | Jakub Antonín Zemek     |
| Martin Pechlát      | Josef Šábe              |
| Vojtěch Vondráček   | Emanuel Fellmer         |
| Emanuel Fellmer     | Bert Walden             |
| Tomáš Kobr          | František Kabelák       |
| Václav Rašilov      | Felix de la Cámara      |
| Róbert Jakab        | Nikoj Alexejevič Muchim |
| Zvonko Lakčevič     | vězeň Havránek          |
| Petr Čtvrtníček     | dozorce Vilda           |
| Marián Labuda       | dozorce Franta          |
| Vojtěch Vodochodský | Vlastík                 |
| Ivana Uhlířová      | Andulka                 |
| Pavlína Štorková    | Blanka                  |
| Marek Dluhoš        | démon                   |